# Iguatemi (gemeente)
Iguatemi is een gemeente in de Braziliaanse deelstaat Mato Grosso do Sul. De gemeente telt 15.222 inwoners (schatting 2009).